# Trackback
Trackback — это механизм уведомления сайта A (на нем может находиться, например, некая «родительская» статья) о существовании некоторого другого сайта B (например, с «дочерней» статьёй или некоторым комментарием). Если автор дочерней статьи пишет о родительской статье, то он может уведомить ресурс A об этом, послав Trackback пинг — HTTP POST запрос специального вида на специальный адрес на сайте A, часто обозначаемый как Trackback URL. В качестве ответной реакции ресурс B получает статусное (успешно/не успешно) XML-сообщение, и часто (но не обязательно) на сайте A появляется обратная ссылка на дочернюю статью B. Оба сайта A и B для успешного взаимодействия должны поддерживать протокол Trackback, но в спецификации нет никаких требований к наличию каких-либо ссылок с «дочернего» ресурса на «родительский» — это одно из главных отличий данной технологии от механизма Pingback.
Механизм был изобретён в 2002 году компанией Six Apart (англ.) (фр.) и нашел широкое применение в блогерских движках. Поскольку эта технология уязвима для спамерских рассылок, некоторые блогеры её отключают.